# Chwałkowo Kościelne

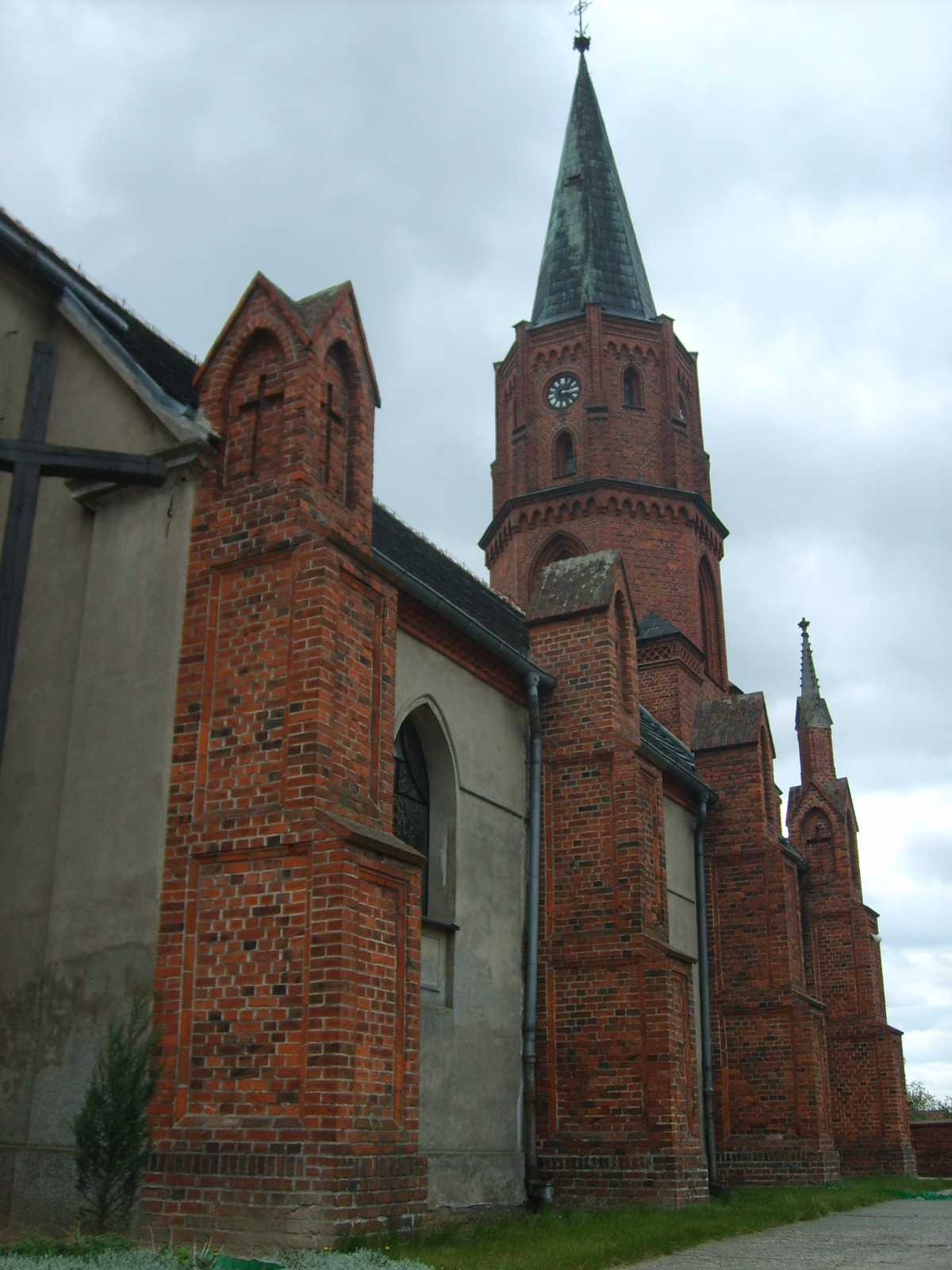
Die Kirche des Erzengels Michael

Chwałkowo Kościelne (deutsch 1939–1943 Neudorf, 1943–1945 Walkau) ist ein Dorf in Polen in der Woiwodschaft Großpolen im Powiat Śremski. Die Einwohnerzahl von Chwałkowo Kościelne beträgt 730 Personen. Benachbarte Orte sind  Kołacin, Mchy und Książ Wielkopolski. Trotz der geringen Einwohnerschaft gibt es am Ort einen Kindergarten und eine Grundschule.

## Sehenswürdigkeiten
- Die Kirche des Erzengels Michaels, Sie wurde 1819 erbaut und besitzt ein neugotisches Presbyterium (1891). Der Turm stammt aus dem Jahr 1904. Im Innenraum befinden sich Fragmente eines spätgotischen Flachreliefs mit der Anbetung der Heiligen Drei Könige und eine Predella mit der Szene Die Frauen am Grab von 1500.

Weiter Sehenswürdigkeiten sind 
- ein Gutshof aus dem 19. Jahrhundert
- ein Gasthof aus der Zeitenwende des 18. zum 19. Jahrhunderts; heute umgewandelt in ein Wohnhaus
- das Denkmal der großpolnischen Aufständischen auf dem Friedhof mit der Figur Herz Jesu.